# Mascarell emmascarat
El mascarell emmascarat (Sula dactylatra), és un gran ocell marí, una de les cinc espècies del gènere Sula, dins la família dels súlids (Sulidae). És una espècie molt conspícua i diferenciada que va ser proposta per formar el subgènere monotípic Pseudosula, però el mascarell de Nazca, i sembla que també el mascarell bru, són espècies molt properes. L'espècie va ser descrita per primera vegada pel naturalista francès René-Primevère Lesson en 1831.

## Morfologia
- És la major espècie de la família, fent 81 – 91 cm de llargària, amb una envergadura d'uns 152 cm i un pes de 1500 g.
- Els adults són blancs amb les primàries i secundàries brunes, gairebé negres i la cua del mateix color.
- Màscara facial gris molt fosc.
- Els sexes són semblants, però el mascle té el bec groc, i la femella groc verdós. Durant el període reproductiu hi ha un tros de pell nua, blavosa a la base del bec.
- Els joves tenen el cap i el coll bruns i la resta de les parts superiors marró grisenc. Parts inferiors blanques. Adquireixen el plomatge d'adult als dos anys.

## Alimentació
Els mascarells emmascarats són grans bussos, cabussant-se en diagonal cap a l'oceà a gran velocitat. S'alimenten principalment de peixos petits, incloent peixos voladors.

## Hàbitat i distribució
Aquesta espècie es reprodueix a les illes dels oceans tropicals, a excepció de l'Atlàntic oriental. Al Pacífic oriental és substituït pel Mascarell de Nazca (Sula granti) que antany era considerat una subespècie del mascarell emmascarat (Pitman et Jehle 1998, Friesen et al. 2002).
És una ocell força sedentari. Passa l'hivern al mar, però poques vegades es veu lluny de les colònies de cria. No obstant això, al Carib, de tant en tant, poden viatjar cap al nord, seguint els corrents càlids, fins a la costa dels Estats Units. També s'han registrat albiraments d'individus, presumiblement d'aquesta espècie, front a les costes atlàntiques espanyoles i encara franceses.

## Reproducció
Cria en petites colònies, ponent dos ous blancs guix a una depressió poc profunda, a les platges de sorra. Aquest ous són covats pels dos adults durant 45 dies. En la majoria dels casos, el primer pollet matarà els seus germans petits al poc de néixer.
El mascarell emmascarat roman en silenci al mar, mentre que en les àrees de cria, mostren una àmplia varietat de xiulets i notes altes.

## Llista de subespècies
S'han descrit sis subespècies, cap d'elles diferenciable a la natura:
- Sula dactylatra bedouti, Mathews 1913. Habita la zona Oriental de l'oceà Índic.
- Sula dactylatra californica, Rothschild 1915. Del Pacífic Oriental, prop de Mèxic.
- Sula dactylatra dactylatra, Lesson 1831. De l'Atlàntic. Cria al Carib i algunes illes de l'Atlàntic sud-occidental.
- Sula dactylatra fullagari, O'Brien et Davies 1991. Del Pacífic sud-occidental.
- Sula dactylatra melanops, Hartlaub 1859. De l'oceà Índic Occidental
- Sula dactylatra personata, Gould 1846. Del Pacífic Central i Occidental.